# 羅當縣
羅當縣是唐代瀘州都督府納州所屬的一個羈縻縣，其轄地在今四川省瀘州市所屬瀘縣、江安縣、合江縣一帶地方，是唐代招撫當地土著所設置的州縣，一般由其頭人任縣官。